# Žerůtky u Znojma

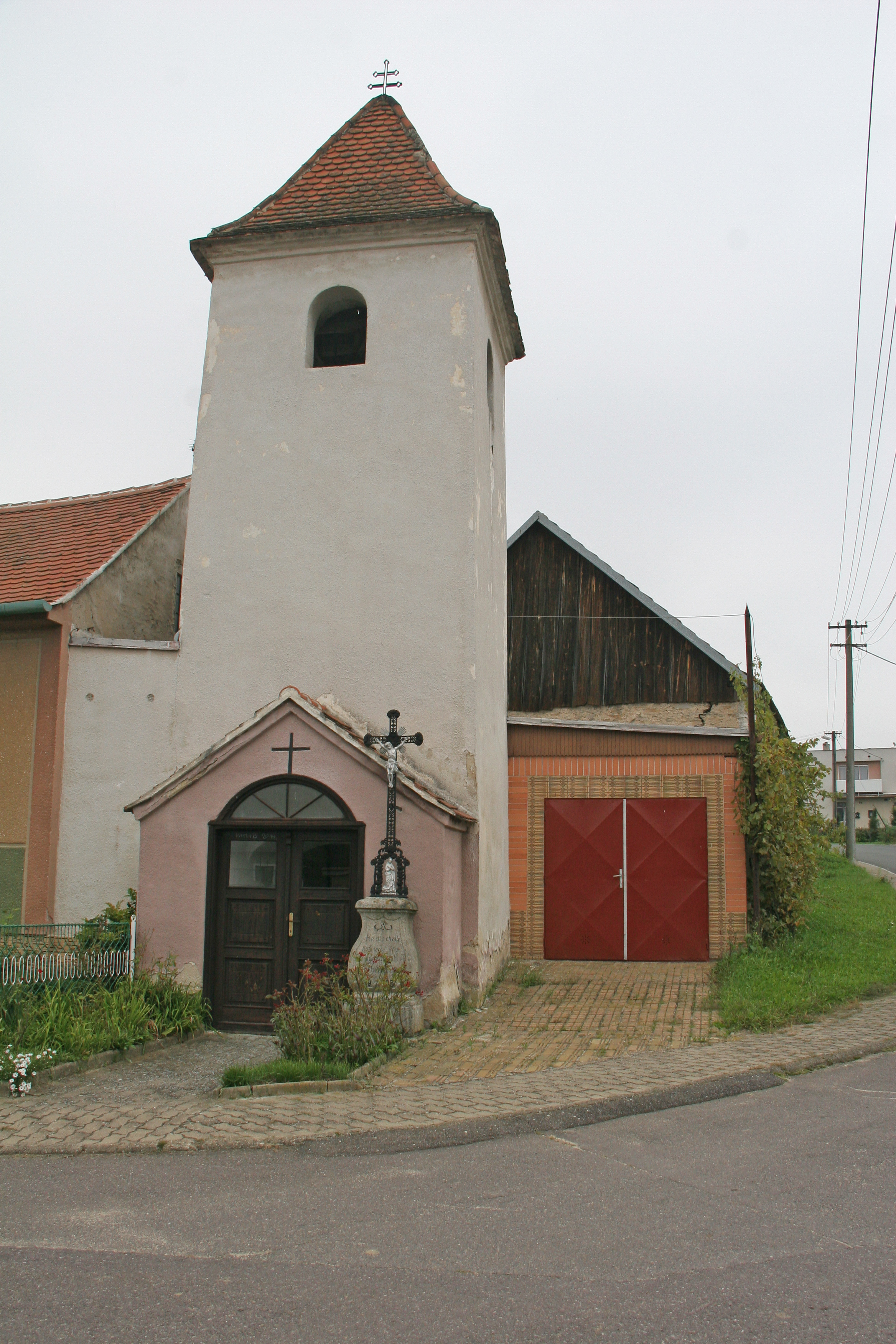
Glockenturm

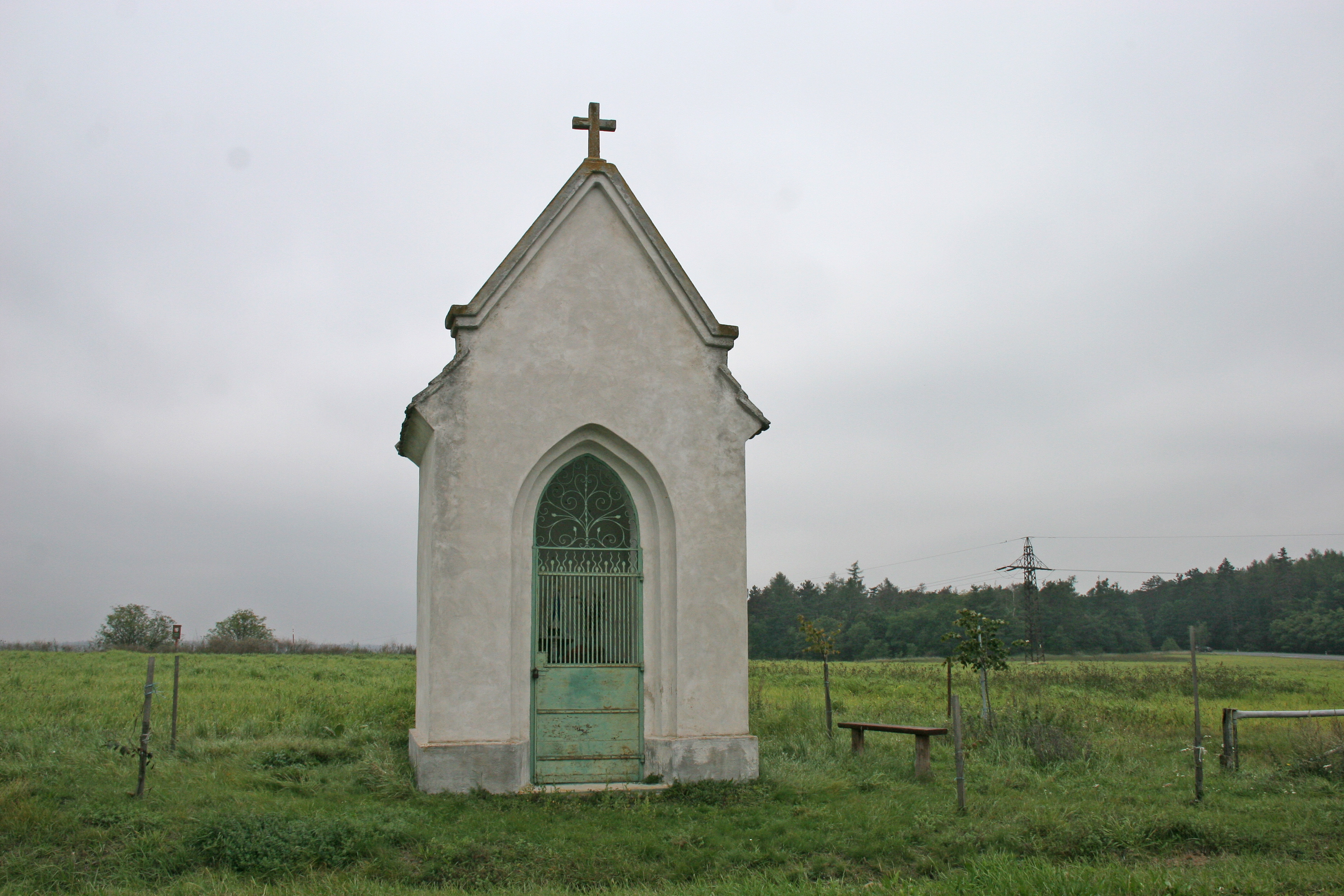
Kapelle an der Straße nach Kravsko

Žerůtky (deutsch Zerutek, 1939–45 Scherutka) ist eine Gemeinde in Tschechien. Sie liegt neun Kilometer nordwestlich von Znojmo und gehört zum Okres Znojmo.

## Geographie
Žerůtky befindet sich im Tal des Baches Žerůtský potok in der Jevišovická pahorkatina (Jaispitzer Hügelland). Gegen Norden erstreckt sich der Naturpark Jevišovka. Nördlich erheben sich die Královka (379 m n.m.) und die Vápenice (376 m n.m.), im Südwesten der Vinohrad (395 m n.m.) sowie nordwestlich der Kněží háj (405 m n.m.). Einen reichlichen halben Kilometer nordöstlich des Dorfes führt die Staatsstraße I/38 / E 59 zwischen Znojmo und Moravské Budějovice an Žerůtky vorbei. Am südlichen Ortsrand verläuft die Bahnstrecke Znojmo–Kolín, der Bahnhof Olbramkostel liegt einen Kilometer südwestlich des Dorfes auf den Fluren von Žerůtky.
Nachbarorte sind Olbramkostel, Jankovec und Bojanovice im Norden, Kocanda, Kravsko und Plenkovice im Nordosten, Na Pile und Mramotice im Osten, Kasárna, Znojmo und Cinová Hora im Südosten, Citonice und Bezkov im Süden, Milíčovice und Horní Břečkov im Südwesten, Vracovice, Lesná und Šumná im Westen sowie Štítary und Ctidružice im Nordwesten.

## Geschichte
Die erste urkundliche Erwähnung des Dorfes erfolgte 1353 im Zuge des Verkaufs eines Teils der Burg Šenkenberk. Im Jahre 1526 kaufte die Stadt Znaim die Güter der unter der Oberaufsicht des Artleb von Boskowitz stehenden Propstei Wolframskirchen mit dem Dorf und der Pfarrei Wolframskirchen, den wüsten Dörfern Žerůtky und Moskowitz, einem Hof in Běhařovice, einem halben Zinslahn in Jakobau sowie dem Getreidezehnt in Tupessitz für 2000 Mährische Gulden vom letzten Probst Johannes Dubravius. Nachfolgend vereinigte die Stadt das Propsteigut mit weiteren in Stadtnähe gelegenen Gütern zum Untergut, das zusammen mit dem Obergut Schidrowitz Teil der Znaimer städtischen Landgüter war. Der Meierhof Žerůtky wurde 1779 aufgehoben und parzelliert.
Im Jahre 1834 bestand Zierutek bzw. Zěrutky aus 41 Häusern mit 235 überwiegend tschechischsprachigen Einwohnern. Pfarrort war Wolframskirchen. Bis zur Mitte des 19. Jahrhunderts blieb Zierutek dem Untergut der Znaimer städtischen Landgüter  untertänig. Amtsort war die Stadt Znaim.
Nach der Aufhebung der Patrimonialherrschaften bildete Žerůtky / Zerutek ab 1849 eine Gemeinde im Gerichtsbezirk Znaim. 1868 wurde das Dorf Teil des Bezirkes Znaim. Zu dieser Zeit begann der Bau der Bahnstrecke Znaim-Iglau, die 1871 fertiggestellt war; auf freiem Feld bei Žerůtky entstand der Bahnhof Wolframitzkirchen. Nach dem Münchner Abkommen wurde 1938 der Bahnhof Olbramkostel von Žerůtky abgetrennt und der Gemeinde Oberfröschau im Deutschen Reich zugeschlagen. Žerůtky blieb bei der Tschechoslowakei und wurde dem Okres Moravské Budějovice zugeordnet. Nach dem Ende des Zweiten Weltkrieges kam der Bahnhof wieder zur Gemeinde Žerůtky in die Tschechoslowakei zurück.

## Gemeindegliederung
Für die Gemeinde Žerůtky sind keine Ortsteile ausgewiesen. Zu Žerůtky gehört der Bahnhof Olbramkostel.

## Sehenswürdigkeiten
- Kapelle mit Glockenturm auf dem Dorfplatz
- Wegkapelle an der Straße nach Kravsko
- Gefallenendenkmal
- Naturdenkmal Lom u Žerůtek, Hügel mit altem Steinbruch am nordöstlichen Ortsrand